# Groch zwyczajny polny
Groch zwyczajny polny, groch błękitnopurpurowy, peluszka (Pisum sativum subsp. arvense (L.) Asch.) – podgatunek rośliny jednorocznej, strączkowej z rodziny bobowatych. Podgatunek grochu zwyczajnego (przez niektórych systematyków uważany za odrębny gatunek). Inne nazwy polskie: groch błękitnopurpurowy, groch polny, peluszka. Pochodzi z rejonów śródziemnomorskich, z Azji Mniejszej, Zakaukazia.

## Morfologia
ŁodygaOsiąga wysokość 30–110 cm.
LiściePierzastozłożone z 1 do 3 par listków kształtu jajowatego, w szczycie listki są przekształcone w wąsy czepne, przylistki duże, w kolorze purpurowoplamistym.
KwiatyMotylkowate, koloru czerwonofioletowego z niebieskim żagielkiem i skrzydełkami w kolorze purpurowym. Pojedyncze lub w grupie po 2–3. Pręcików 10 (zrośniętych 9 i 1 wolny) i 1 słupek.
OwocStrąk z kanciastymi nasionami, w kolorze brunatnym.

## Zastosowanie
Wartościowa roślina pastewna, uprawiana na paszę i zielony nawóz.